# Euxoa leucophila
Euxoa leucophila är en fjärilsart som beskrevs av Corti 1931. Euxoa leucophila ingår i släktet Euxoa och familjen nattflyn. Inga underarter finns listade i Catalogue of Life.